# أنطونيو بافلوف
أنطونيو بافلوف (بالبلغارية: Антонио Руменов Павлов)‏ (2 سبتمبر 1988 بصوفيا في بلغاريا - ) هو لاعب كرة قدم بلغاري في مركز الهجوم. لعب مع سلافيا صوفيا وليفسكي صوفيا ونادي لودوغورتس رازغراد ونادي لوكوموتيف صوفيا وPFC Bansko ‏ وPFC Vidima-Rakovski Sevlievo ‏ وFC Kaliakra Kavarna ‏ وسبتمفري صوفيا وPFC Chernomorets Burgas Sofia ‏ ونادي هبوعيل القدس وMaccabi Yavne F.C. ‏ وFC Sportist Svoge ‏ وFC Chavdar Byala Slatina ‏.

## وصلات خارجية
- أنطونيو بافلوف على موقع قاعدة بيانات كرة القدم.إي يو (الإنجليزية)
- أنطونيو بافلوف على موقع Soccerway.com (الإنجليزية)